# 聖バルバラ (パルミジャニーノ)
『聖バルバラ』（せいバルバラ、伊: Santa Barbara）は、イタリアのマニエリスム期の巨匠、パルミジャニーノによって1532年頃に制作された板上の油彩画である。現在、マドリードのプラド美術館に所蔵されている。本作の複製が、マウリッツハイス美術館（目録番号354）、ポモナ・カレッジ、チャッツワース・ハウス（目録番号508）にある。
作品は1686年にスペインに到着し、旧マドリード王宮で記録された後、1746年からはラ・グランハ宮殿で記録された。作品はパルミジャニーノに帰属されるが、特に『バルディ祭壇画』の聖母マリア、そして『聖アポロニアと聖ルチア』との比較により、画家の青年期に一般に帰属されている。ポファムは、バイヨンヌのボナ美術館にある素描を作品の準備習作の可能性があるとして特定化している。

## 歴史
おそらく、1624年にジュリア・デステ王女がアレッサンドロ・デステ枢機卿のために他の作品とともに取得し、1662年にヴェローナのムセッリ・コレクションに記録された『聖バルバラ』であり、この作品は「私の好みに合っていて、パルミジャニーノによる最も美しい絵画のうちの1点で...腕の長さのサイズ」と報告されている。